# Ethan Ingram
Ethan John Ingram (* 16. April 2003 in Gloucester) ist ein englischer Fußballspieler, der beim FC Dundee in Schottland unter Vertrag steht.

## Karriere

### Verein
Der in Gloucester geborene Ethan Ingram kam im Alter von 12 Jahren in die Jugendakademie von West Bromwich Albion. Nach mehreren Jahren in der Akademie des Vereins gab Ingram am 25. August 2021 sein Debüt für die erste Mannschaft, als er bei einer 0:6-Niederlage im EFL Cup gegen den FC Arsenal in der Startelf stand. In dieser Zeit spielte er bereits für die U23-Mannschaft in der Premier League 2. Für diese erzielte Ingram in der Saison 2021/22 den entscheidenden Elfmeter im Finale des Premier League Cup, als „West Brom“ gegen die U23 der Wolverhampton Wanderers nach einem 2:2-Unentschieden mit 5:4 im Elfmeterschießen gewann. Am 23. August 2022 absolvierte er ein weiteres Spiel in der Profimannschaft im EFL Cup gegen Derby County, das 0:1 verloren wurde.
Im September 2023 wechselte Ingram auf Leihbasis für eine Saison zum englischen Viertligisten Salford City. Sein Debüt für den Verein gab er wenige Tage nach der Verpflichtung bei einer 0:3-Auswärtsniederlage gegen die Bolton Wanderers in der EFL Trophy. Das einzige Tor während der Leihe erzielte Ingram  am 21. Oktober 2023 bei einem 2:2-Unentschieden im Ligaspiel gegen Swindon Town. Für Salford absolvierte der Defensivspieler in der Saison 2023/24 insgesamt 23 Ligaspiele, davon 19 in der Startelf.
Im Juli 2024 wechselte Ingram mit einem Zweijahresvertrag zum schottischen Erstligisten FC Dundee. Ingram gab sein Debüt für Dundee in der Gruppenphase des schottischen Ligapokals bei einem 7:1-Auswärtssieg gegen Bonnyrigg Rose Athletic.

### Nationalmannschaft
Ethan Ingram debütierte für England im Jahr 2020 in der U17-Nationalmannschaft gegen die Ukraine. Nach drei Einsätzen in dieser Altersklasse wurde Ingram im folgenden Jahr einmal in der englischen U18-Auswahl gegen Wales eingesetzt. Wiederum ein Jahr später, absolvierte Ingram drei Länderspiele für die U20.